# 1783 Albitskij
1783 Albitskij (1935 FJ) là một tiểu hành tinh vành đai chính được phát hiện ngày 24 tháng 3 năm 1935 bởi Grigory Neujmin ở Simeiz Observatory. Nó được đặt theo tên nhà thiên văn học Xô viết Vladimir Aleksandrovich Albitzky.